# Cinco colinas de Cartagena

La disposición de las colinas en la Cartagena púnica.

Las cinco colinas de Cartagena son una serie de promontorios sobre los que el general cartaginés Asdrúbal el Bello levantó en 227 a. C. el recinto urbano de Qart Hadasht, antecesora de la moderna Cartagena (España), aprovechando para ello un asentamiento ibero anterior llamado Mastia.
Debido a su fundación entre colinas, en algunos escritos de historiadores de época romana se la solía conocer como la «pequeña Roma», por la comparación con la Ciudad Eterna, de siete colinas.

## Colinas
A excepción del Arx Asdrubalis, las colinas poseyeron en la Antigüedad nombres en homenaje a personajes mitológicos que pueden leerse de diferentes formas debido a la asimilación romana de los dioses griegos y fenicios:
1. Monte de la Ciudadela de Asdrúbal (Mons Arx Asdrubalis). En él se construyó el palacio de Asdrúbal el Bello, y actualmente es llamado monte Molinete.
2. Monte Asclepio o Eshmún (Mons Esculapii), también conocido como Cherrosenizo. En él se construyó un templo a Asclepio, actualmente es llamado monte de la Concepción y está ocupado por el castillo homónimo.
3. Monte Moloch o Baal (Mons Saturnus). En él se construyó un templo a Baal Hammon, y actualmente es llamado monte Sacro.
4. Monte Aletes o Aleto (Mons Aletes), también conocido como San Jusepe. Actualmente es llamado monte San José.
5. Monte Hefesto o Chusor (Mons Vulcanus), también conocido como Cabezo de la Cruz o Cabezo de las Bruxas. Actualmente es llamado monte Despeñaperros, y domina la zona de la Universidad Politécnica.

## Polémicas
A comienzos de 2010 se intentaron acometer obras de urbanización en el monte Sacro, que contaron con la oposición de vecinos e intelectuales, que veían en la construcción de viviendas sobre las laderas del monte un daño al patrimonio arqueológico y a una de las zonas emblemáticas de la ciudad como son las colinas fundacionales. Tal es así que las movilizaciones llegaron a paralizar la acción de las máquinas excavadoras.
Asimismo, el movimiento contra la edificación fue respaldado por los partidos políticos de la oposición en el Ayuntamiento, PSOE y Movimiento Ciudadano, que presentaron una moción para preservar el monte en su estado actual. Sin embargo, la mayoría absoluta del grupo gobernante, el PP de Pilar Barreiro, votó unánimemente en contra, rechazándola y calificándola de oportunista.
Finalmente, en abril de 2011 una denuncia ante el Juzgado de Instrucción nº 5 de Cartagena contra la Consejería de Cultura de la Región de Murcia fue archivada, argumentando que las obras no se habían llevado a cabo sobre ningún yacimiento. Los contrarios a estas no quedaron satisfechos y constituyeron un partido, Iniciativa Ciudadana Carthaginense, que concurrió a las elecciones municipales de 2011.